# قصي (اسم)
قصي هو اسم علم مذكر من أصل عربي، ومعناه هو إما تصغير قصي أي البعيد أو من قصا وهو النسب البعيد الناحية.

## شخصيات تحمل الاسم
- قصي أبو عالية (لاعب كرة قدم أردني، 20 ديسمبر 1978[3] – )
- قصي الخوالدة (لاعب كرة قدم أردني، 1994 – 24 نوفمبر 2013)
- قصي الخيبري (لاعب كرة قدم سعودي، 14 فبراير 1992 – )
- قصي بن فرج (18 أكتوبر 1996 – )
- قصي بن كلاب (400 – 480)
- قصي حبيب (لاعب كرة قدم سوري، 15 أبريل 1987[4] – )
- قصي خضر (مغني راب ومذيع سعودي، 21 مايو 1978 – )
- قصي خولي (ممثل سوري، 1 أبريل 1976 – )
- قصي صدام حسين (الابن الثاني للرئيس العراقي الراحل صدام حسين، 17 مايو 1966[5] – 22 يوليو 2003[5])
- قصي منير (لاعب كرة قدم عراقي، 12 أبريل 1981 – )

## وصلات خارجية
- موسوعة السلطان قابوس لأسماء العرب نسخة محفوظة 5 أبريل 2019 على موقع واي باك مشين.